# Сан-Мартинью (Санта-Катарина)
Сан-Мартинью (порт. São Martinho)  —  муниципалитет в Бразилии, входит в штат Санта-Катарина. Составная часть мезорегиона Юг штата Санта-Катарина. Находится в составе крупной городской агломерации Агломерация Тубаран. Входит в экономико-статистический  микрорегион Тубаран. Население составляет 3197 человек на 2006 год. Занимает площадь 224,531 км². Плотность населения — 14,2 чел./км².
Праздник города —  14 ноября.

## История
Город основан 14 ноября 1962 года.

## Статистика
- Валовой внутренний продукт на 2003 составляет 23.756.144,00 реалов (данные: Бразильский институт географии и статистики).
- Валовой внутренний продукт на душу населения на 2003 составляет 7.350,29 реалов (данные: Бразильский институт географии и статистики).
- Индекс развития человеческого потенциала на 2000 составляет 0,816 (данные: Программа развития ООН).